# Myospalax aspalax
Myospalax aspalax — вид мишоподібних гризунів родини сліпакові (Spalacidae). Вид поширений в басейні річки Амур на території Росії, Монголії та Китаю. Населяє степи, поля, луки тощо. Робить запаси на зиму, в коморах може бути до 9 кг корму. В липні народжує 1-5 дитинчат.